# Khovànsxino
Khovànsxino - Хованщино (rus) és un poble de l'óblast de Penza. Rússia. El 2010 tenia 415 habitants.